# Huragan
Huragan  este un film istoric polonezo-austriac din 1928 regizat de Joseph Lejtes. Scenariul este realizat de Jerzy Braun. În rolurile principale joacă actorii Zbigniew Sawan, Renata Renee, Aleksander Zelwerowicz și Robert Valberg.

## Prezentare
Acțiunea are loc în Regatul Poloniei în anul 1863. Margraful (poloneză: Magrabia) Aleksander Wielopolski este un apropiat al autorităților ruse care au ocupat țara. El se îndrăgostește de frumoasa Helena Zawiszanka pe care o salvează din mâinile unui ofițer rus, contele Ignatov. Wielopolski cunoaște dorința arzătoare a polonezilor de a obține independența, lucru pe care vrea să-l evite cu orice preț. Ca o încercare de a periclita mișcarea națională poloneză, începe să organizeze recrutarea tinerilor activiști polonezi în armata rusă (pentru 20 de ani de serviciu militar). Această decizie provoacă revolta din ianuarie 1863, care a avut ca rezultat ceea ce Wielopolski dorea atât de mult să evite.

## Actori
- Zbigniew Sawan 	este Tadeusz Orda
- Renati Renee 	este Helena Zawiszanka
- Aleksander Zelwerowicz 	este margraful Aleksander Wielopolski
- Robert Valberg 	este Contele Ignatov
- Jonas Turkow 	este Karczmarz
- Marian Jednowski 	este Andrzej Zawisza
- Artur Socha 	este Lesnik
- Lucjan Zurowski 	este Adiutant Ignatova
- Ada Kosmowska 	este mama Helenei
- Janka Lenska este Janka Zawiszanka
- Oktawian Kaczanowski
- Janusz Star
- Jadwiga Boryta
- Jerzy Klimaszewski
- Aleksander Suchcicki